# Vyškovský jazykový ostrov
Vyškovský jazykový ostrov (německy Wischauer Sprachinsel, též Vyškovský jazykový ostrůvek) byla malá moravská německojazyčná enkláva, která se nacházela ve Vyškovské bráně východně od Rousínova a jihozápadně až jižně od Vyškova. Ostrov ležel při císařské cestě z Olomouce do Brna. Byl vůbec nejmenší německy mluvící komunitou bývalého Československa a vzhledem k ostatním byl poměrně izolovaný. Do roku 1910 bylo německé osídlení kompaktní, po vzniku Československa se zde podíl českých obyvatel začal zvyšovat. Po druhé světové válce byli Němci vesměs vysídleni a jazykový ostrov zanikl.

## Historie
Předpokládá se, že ostrov vznikl v druhé polovině 13. století následkem německé kolonizace, kterou inicioval olomoucký biskup Bruno ze Schaumburku. Po třicetileté válce sem směřoval další proud kolonistů.
Po vzniku Československa se místní s novým státem neztotožnili. Německé hnutí v Brně, které ovlivňovalo činnost Němců v jazykovém ostrůvku, mělo ostré nacionální zaměření. Okolo časopisu Der Aufbruch (Průlom) se zformovala skupina zastánců velkoněmeckého plánu sjednocení Evropy pod německým vedením.

### Za protektorátu
Po 15. březnu 1939 (okupaci zbytku Československa – Resttschechei) Němci z jazykového ostrůvku dávali najevo svou radost z okupace a zániku Československa. Němečtí občané v Komořanech postavili slavobránu, vyzdobili domy německými vlajkami s hákovými kříži a nadšeně vítali wehrmacht. Všechny nápisy v češtině a státní znaky ve veřejných budovách a na české škole byly odstraněny a zničeny.
Pod záminkou rozšiřování vojenského prostoru se Němci snažili rozkouskovat a rozdělit české jazykové oblasti a vytvořit souvislé německé pásmo od Brna přes Vyškov až k Olomouci. Říšský protektor von Neurath už 5. září 1940 vydal výnos o stěhování 33 obcí na Vyškovsku a Drahanské vrchovině. To bylo součástí plánu využít stávající jazykové ostrovy, které tvořily kostru osídlovacích zón, které podle německých plánů musely rozdělit české osídlení. Také Vyškovský jazykový ostrov měl být součástí skupiny z Brna do Olomouce (de facto z Rakouska do Slezska). Zároveň se uskutečnila germanizace Vyškova.

## Dělení
Vyškovský jazykový ostrov tvořilo sedm obcí a jedna osada.
Dělil se na tzv. horní ostrůvek, který tvořily obce Rostěnice (Rosternitz), Zvonovice (Swonowitz), Hlubočany (Hobitschau), Lysovice (Lissowitz), Kučerov (Kutscherau) a osada s 36 popisnými čísly Terešov (Thereschau), část obce Hlubočany. V horní části tvořili Němci 70 až 90 % obyvatelstva.
Dolní ostrůvek tvořily obce Komořany (Gundrum) a Čechyně (Tschechen), dnes část Rousínova, které byly od vesnic z horní části ostrova odděleny ryze českými vesnicemi Podbřežice, Tučapy a Dražovice. V dolní části tvořili Němci 40 až 60 % obyvatelstva.

## Demografie
V období od roku 1880 do roku 1930 vzrostl počet obyvatel ostrůvku o 776 osob (23,9 %) z 3 247 obyvatel na 4 023. Počet Němců ve stejném období stoupl o 284 osob, tedy o 11 %. Počet Čechů stoupl o 480 osob (o 89 %). Češi v roce 1930 (poslední československé sčítání) tvořili 25,5 % všech obyvatel. V roce 1930 byla ve všech obcích, s výjimkou Čechyně (zde klesl počet Němců tak rapidně, že v roce 1930 tvořili pouze 31 %), německá majorita.
Během druhé světové války padlo nebo bylo pohřešováno 210 místních Němců, při náletech a sebevraždách zahynulo 59 místních Němců.

### Rostěnice
| Rok  | Rozloha | Počet domů | Počet obyvatel | Češi | Němci | Ostatní |
| ---- | ------- | ---------- | -------------- | ---- | ----- | ------- |
| 1880 | –       | 90         | 402            | 21   | 381   | 0       |
| 1900 | 474     | 96         | 421            | 4    | 417   | 0       |
| 1921 | 474     | 107        | 449            | 15   | 433   | 1       |
| 1930 | 474     | 118        | 445            | 25   | 420   | 0       |

### Zvonovice
| Rok  | Rozloha | Počet domů | Počet obyvatel | Češi | Němci | Ostatní |
| ---- | ------- | ---------- | -------------- | ---- | ----- | ------- |
| 1880 | –       | 53         | 262            | 13   | 248   | 1       |
| 1900 | 289     | 58         | 269            | 5    | 264   | 0       |
| 1921 | 289     | 61         | 275            | 12   | 263   | 0       |
| 1930 | 289     | 69         | 278            | 17   | 261   | 0       |

### Hlubočany, Terešov
| Rok  | Rozloha | Počet domů | Počet obyvatel | Češi | Němci | Ostatní |
| ---- | ------- | ---------- | -------------- | ---- | ----- | ------- |
| 1880 | –       | 128        | 600            | 104  | 496   | 0       |
| 1900 | 787     | 145        | 701            | 67   | 634   | 0       |
| 1910 | 787     | 151        | 773            | 56   | 717   | 0       |
| 1921 | 787     | 156        | 746            | 233  | 510   | 3       |
| 1930 | 787     | 173        | 748            | 233  | 514   | 1       |

### Kučerov
| Rok  | Rozloha | Počet domů | Počet obyvatel | Češi | Němci | Ostatní |
| ---- | ------- | ---------- | -------------- | ---- | ----- | ------- |
| 1880 | –       | 126        | 601            | 100  | 495   | 6       |
| 1900 | 881     | 142        | 698            | 51   | 642   | 5       |
| 1910 | 882     | 150        | 706            | 3    | 703   | 0       |
| 1921 | 882     | 153        | 736            | 61   | 673   | 2       |
| 1930 | 881     | 188        | 834            | 105  | 728   | 1       |

### Lysovice
| Rok  | Rozloha | Počet domů | Počet obyvatel | Češi | Němci | Ostatní |
| ---- | ------- | ---------- | -------------- | ---- | ----- | ------- |
| 1880 | –       | 81         | 397            | 18   | 379   | 0       |
| 1900 | 525     | 88         | 420            | 0    | 420   | 0       |
| 1910 | 525     | 96         | 438            | 33   | 405   | 0       |
| 1930 | 525     | 111        | 477            | 32   | 445   | 0       |

### Komořany
| Rok  | Rozloha | Počet domů | Počet obyvatel | Češi | Němci | Ostatní |
| ---- | ------- | ---------- | -------------- | ---- | ----- | ------- |
| 1880 | –       | 114        | 525            | 225  | 300   | 0       |
| 1900 | 588     | 118        | 499            | 68   | 431   | 0       |
| 1910 | 588     | 122        | 520            | 31   | 489   | 0       |
| 1921 | 588     | 123        | 541            | 255  | 286   | 0       |
| 1930 | 588     | 148        | 657            | 262  | 395   | 0       |

### Čechyně
| Rok  | Rozloha | Počet domů | Počet obyvatel | Češi | Němci | Ostatní |
| ---- | ------- | ---------- | -------------- | ---- | ----- | ------- |
| 1880 | –       | 89         | 460            | 61   | 399   | 0       |
| 1900 | 474     | 93         | 459            | 94   | 364   | 1       |
| 1910 | 474     | 97         | 518            | 66   | 450   | 2       |
| 1921 | 474     | 98         | 555            | 346  | 192   | 17      |
| 1930 | 474     | 122        | 584            | 348  | 219   | 17      |